# Chrzest Chrystusa (obraz Piera della Francesca)
Chrzest Chrystusa to namalowany temperą na desce topolowej obraz Piero della Francesca. Powstał w połowie XV wieku. Jego wymiary to: 167 × 116 cm.  Znajduje się on w National Gallery w Londynie.
Obraz przedstawia opisaną w Nowym Testamencie scenę ochrzczenia Chrystusa przez Jana Chrzciciela. Nad głową Jezusa unosi się gołębica, symbol Ducha Świętego. Z lewej strony stoją trzej aniołowie, trzymający Jego szaty.
Dzieło stanowiło niegdyś centralną część poliptyku. Należy prawdopodobnie do wczesnego okresu twórczości artysty. Skrzydła oraz predella malowane były przez Matteo di Giovanni w latach 60. XV w. Ołtarz znajdował się w kaplicy św. Jana Chrzciciela w opactwie kamedułów w rodzinnym mieście malarza – Borgo Santo Sepolcro. Miasto widoczne w głębi (między postacią Chrystusa a drzewem) to być może właśnie Borgo Santo Sepolcro, gdyż cały krajobraz rozciągający się w tle nawiązuje do miejscowych widoków.